# هفت سال در تبت (فیلم)
هفت سال در تبت (به انگلیسی: Seven Years in Tibet) نام فیلم درامی است که در سال ۱۹۹۷ به کارگردانی ژان-ژاک آنو و بر پایهٔ کتابی با همین نام نوشتهٔ هاینریش هارر کوهنورد اتریشی ساخته شد. داستان این فیلم برگرفته از سفر هارر در میان سال‌های ۱۹۴۴ و ۱۹۵۱ و در زمان جنگ جهانی دوم به تبت است.
در این فیلم برد پیت و دیوید تیولیس به ایفای نقش پرداخته‌اند، و موسیقی آن نیز توسط جان ویلیامز ساخته شده است.

## بازیگران
- برد پیت در نقش هاینریش هارر
- دیوید تیولیس در نقش پیتر اوفشنایتر
- بی‌دی ونگ در نقش نگاپوی نگاوانگ جیکمه
- ماکو در نقش کونگو تسارونگ
- دنی دنزونگپا در نقش نایب السلطنه
- ویکتور وانگ در نقش سفیر چین
- اینگه‌بورگا داپکونایته در نقش اینگرید هارر
- Jamyang Jamtsho Wangchuk در نقش دالایی لاما تنزین گیاتسو، ۱۴ ساله
  - Sonam Wangchuk در نقش دالایی لاما تنزین گیاتسو، ۸ ساله
  - Dorjee Tsering در نقش دالایی لاما، ۴ ساله
- لهاکپا تسامچوئه در نقش پما لهاکی
- جتسون پما در نقش مادرِ بزرگ
- Ama Ashe Dongtse در نقش تاشی
- Ric Young در نقش ژنرال چانگ جینگ وو
- Ven. Ngawang Chojor در نقش لرد چمبرلین

## جوایز
| جایزه                             | دسته                                   | نامزد                                | نتیجه    |
| --------------------------------- | -------------------------------------- | ------------------------------------ | -------- |
| پنجاه و پنجمین مراسم گلدن گلوب    | بهترین موسیقی                          | جان ویلیامز                          | نامزدشده |
| جایزه آکادمی فیلم ژاپن            | فیلم برجسته خارجی زبان                 | هفت سال در تبت                       | نامزدشده |
| 40th Grammy Awards                | بهترین موسیقی                          | جان ویلیامز                          | نامزدشده |
| Political Film Society            | صلح                                    | هفت سال در تبت                       | برنده    |
| Political Film Society            | Exposé                                 | هفت سال در تبت                       | نامزدشده |
| Political Film Society            | حقوق بشر                               | هفت سال در تبت                       | نامزدشده |
| Guild of German Art House Cinemas | بهترین فیلم خارجی                      | ژان-ژاک آنو                          | برنده    |
| Stinkers Bad Movie Awards         | آزاردهنده‌ترین لهجهٔ تقلبی               | برد پیت (همچنین برای متعلق به شیطان) | نامزدشده |
| جایزه رمبراند                     | بهترین بازیگر مرد                      | برد پیت                              | برنده    |
| YoungStar Award                   | بهترین بازیگر جوان مرد در یک فیلم درام | Jamyang Jamtsho Wangchuk             | نامزدشده |